# Hrabstwo Nemaha (Kansas)

Piramida wieku hrabstwa

Hrabstwo Nemaha – hrabstwo położone w USA w stanie Kansas z siedzibą w mieście Seneca. Założone 25 sierpnia 1855 roku. Nazwa Hrabstwa pochodzi od rzeki Nemaha.

## Miasta
- Baileyville (CDP)
- Sabetha
- Seneca
- Centralia
- Wetmore
- Bern
- Goff
- Corning
- Oneida

## Sąsiednie Hrabstwa
- Hrabstwo Richardson, Nebraska
- Hrabstwo Brown
- Hrabstwo Jackson
- Hrabstwo Pottawatomie
- Hrabstwo Marshall
- Hrabstwo Pawnee